# 弗里京根
弗里京根（德語：Frickingen，發音：[ˈfʁɪkɪŋən]）是德国巴登-符腾堡州蒂宾根行政区博登湖县的市镇，面积26.43平方千米，2023年12月31日人口为3,185人。